# Tamarindo (Ciego del Ávila)
Tamarindo es un pueblo rural situado en la zona norte del municipio Florencia, provincia Ciego de Ávila. Constituye el segundo asentamiento en relevancia del citado municipio, limita con los consejos populares de Guadalupe y Marroquí.

## Fundación e historia del poblado
Surge, según cuenta la historia, por el año 1902, en donde se cruzaban los caminos que unían los pueblos de Majagua, Punta Alegre, Morón y Arrollo Blanco. En la mencionada intercepción se encontraba un árbol de tamarindo el cual en sus inicios sirvió como punto de referencia para el lugar de la encrucijada y el que finalmente sirvió para darle nombre al asentamiento primero y luego al pueblo que ahora conocemos.
Una página oscura de la historia menciona que el tamarindo fue utilizado para colgar en él a algunos mambises que el ejército español hizo prisioneros y que los mostró como escarmiento, acción que lejos de amedrentar, avivó las ansias de lucha y de combate. 
La población, debido al génesis del pueblo que le sirvió de abrigo, se nutrió de emigrantes internos y externos, hombres y mujeres que los movía el deseo de encontrar una zona que permitiera devolverles la cuantía de sus esfuerzos multiplicados en riquezas. El hermoso valle que se aprecia a los pies del caminante cuando se aproximan a la zona desde el norte, el sur o el este, resultó invitación y motivación suficientes para detener la marcha y probar suerte en esta tierra, noble y fértil por añadidura.
Fue así que comenzaron a quedarse personas de lugares cercanos y lejanos del país, canarios, gallegos, haitianos y algún que otro de otra nacionalidad que contribuyó con su presencia, hábitos, costumbres y habilidades a conformar lo que es hoy el tamarindero de estos tiempos.

## Geografía

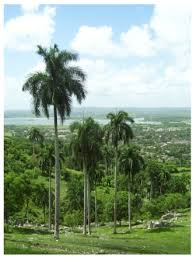
Paisaje de Tamarindo

Tamarindo se encuentra a 11 km al este de Florencia, cabecera municipal, a 49 km al noroeste de la ciudad Ciego de Ávila, la capital provincial, en los 22°06'56" de latitud Norte y los 78°54'40" de longitud Oeste, en la Sierra de Bamburanao-Jatibonico, a 95 m de altitud sobre el nivel del mar.

## Tradiciones culturales

### Fiesta 28 de enero
Desde sus orígenes la población se caracterizó por ser muy patriota y honrar a los héroes y mártires, es por ello que en 1930 empieza a conmemorarse el natalicio del prócer de la independencia cubana, José Martí. Fue creada la entonces existente sociedad Apóstol Martí.
En los días previos al 28 de enero, se percibía en los pobladores un gran entusiasmo y muchos deseos de cooperación. Para los preparativos se creaba una comisión de 10 o 15 personas quienes tenían la responsabilidad de asegurar las actividades y mantener el buen desempeño de cada una de ellas.
Alrededor de la celebración del 28 de enero se realizaban otras festividades como presentación de danzas y comparsas, los cuales competían por su brillo y belleza.
Se invitaban orquestas populares para amenizar la fiesta. A ellas se les daba la responsabilidad de tocar la diana con la salida del sol. Entre estas agrupaciones aún se recuerdan las orquestas de Chapín Chovén, Barbarito Diez y Pío Leiva.
Con la desaparición de la sociedad Apóstol José Martí, la fiesta no dejó de celebrarse. El local de la sociedad pasó a Círculo Social y en él se continuó homenajeando al Héroe Nacional, hoy ya transformado en casa de cultura José Marti.
En la actualidad coincide con la Jornada de la Cultura Tamarindera que tiene varios días de duración. Es la fiesta más importante de esta localidad. En ella se dan cita miles de participantes que disfrutan de variados programas de actividades artísticas, literarias y de la cultura popular tradicional.

### Las parrandas o comparsas de Tamarindo
Esta tradición surge con la creación las sociedades Unión Club y Apóstol Martí. Las comparsas eran organizadas para representar a estas sociedades en los encuentros fraternales que sostenían en el mes de marzo. Estas fiestas se hacían con el fin de adquirir fondos para la Sociedades.
Las parrandas del poblado de Tamarindo se comienzan a realizar en la década de los 30 y siempre se caracterizaron por su elegancia, colorido y entusiasmo de la población y de las zonas aledañas.
A estos festejos, asistían decenas de miles de visitantes sin distinción de razas ni posición social. Para que esto ocurriera año tras año se llevaban a cabo una efectiva labor de divulgación a través de la prensa y la radio tanto provincial como nacional.
Con la desaparición de las sociedades cuando triunfa la Revolución cubana los encuentros fraternales dejaron de existir.
Aproximadamente en 1986, al mejorar las condiciones políticas y producto al entusiasmo de los pobladores, surge como necesidad el rescate de las parrandas, que además se realizaron congas, carrozas y comparsas.

Parrandas tamarinderas

Cuando se declara el país en período especial se interrumpen dichas tradiciones durante cinco años, ya en el año 1996 se crearon las condiciones, el país estaba sobreviviendo a este período tan difícil y entonces vuelven los poblados a utilizar sus propios recursos y contaban con la ayuda del gobierno y cultura municipal y se vuelven a rescatar estas tradiciones.
Estos perduran hasta la actualidad, pues en enero del 2006 cumplieron 10 años de ininterrumpida labor por lo que volvieron a ser tradición. Desde su comienzo estas parrandas se realizaban en el mes de marzo, pero cuando se rescatan ya en la década del 90, transitando el país por el período especial, surge una emergencia producto a las necesidades económicas y por decisión del gobierno municipal y cultura,. los festejos carnavalescos, la semana de la cultura tamarindera y las fiestas por el 28 de enero se unificaron. El pasado mes de enero las parrandas tamarinderas celebraron su 20 aniversario.

### Coronación de La Reina del Tabaco
Se efectuaba en Tamarindo una vez al año, al finalizar la cosecha tabacalera para festejar sus logros. Se presentaban diversas jóvenes que aspiraban al trono. Un jurado se encargaba de seleccionar a la soberana, quien se distinguía por su belleza y su gracia criolla.
Después de muchos años sin realizarse, la Casa de Cultura de la localidad ha revitalizado esta tradición, ahora con un nuevo nombre: La Flor del Tabaco.
Tamarindo también acogió estos cambios, pero efectuándose la selección de La Flor del Tabaco solo en la categoría infantil.
A partir del año 2005, por decisiones estratégicas de la Casa de Cultura Lucas Buchillón, se decide sustituir esta actividad por un Desfile de Modas, donde compiten confecciones elaboradas por artesanos exponentes de la cultura popular florenciana y no es hasta el año 2014 que se vuelve a rescatar la tradición nuevamente con la flor del tabaco.

### Fiesta religiosa de la Caridad del Cobre
En Tamarindo nunca se contó con una iglesia propiamente dicha, ni se realizaron gestiones en su debida forma para su construcción,  porque las capas sociales de la época, en la década del 40, carecían del poder económico suficiente, y los pocos que lo poseían no donaron sus bienes en vista de su creación. 
Según se ha podido conocer, este poblado no poseía un Santo Patrón hasta que apareció milagrosamente la Santa Gema de Gargaría un día 13 de mayo(día de Fátima),a mediados de la década del 50, la misma apareció en el llamado Río Montejo en un camino vecinal que en la actualidad es poco transitado hacia el poblado cabecera del municipio Chambas y debido al poco desarrollo cultural de aquel entonces, en algunos ciudadanos hubo de crearse el mito supersticioso de su aparición milagrosa, pero generalmente se conocía que la misma radicó en el hecho de encontrar una patrona al poblado con intereses bien marcados por quien la situó o sugirió el hecho. 
Permaneció en eses sitio por un espacio de 3 a 4 años y sus creyentes le construyeron una alcancía para que se depositara dinero en plata o en moneda fraccionaria. Personas desconocidas destruyeron la alcancía y se apropiaron de su contenido, desapareciendo así el dinero. 
Es así que fue trasladada al poblado de Tamarindo donde fue situada en una casa adaptada a iglesia en la calle Serafín Sánchez, y como costumbre de la época, por ejemplo, la primera boda se realizó el 25 de agosto de 1953 en esta iglesia con José Agustín Oria Pérez y Leida Vergara Oria, quienes a los 50 años de casados renovaron sus votos matrimoniales celebrando las bodas de oro en la misma iglesia donde se casaron. También se efectuaban procesiones en la fecha de su aparición y las mismas eran arengadas y animadas por un sacerdote que se trasladaba del vecino poblado de Chambas, siendo motivo de observación de creyentes y curiosos.
Hacia el 1957 las procesiones, al agudizarse las luchas revolucionarias, hubieron de suspenderse, por mucho tiempo esas celebraciones se enmarcaron solo a los límites del templo. Posteriormente se retoman las procesiones dando un recorrido triunfante por las principales calles del poblado. Años más tarde, por el deterioro del local, se le asigna un terreno para la construcción del nuevo templo situado en la calle Estrada Palma, donde se realizan las ceremonias de bautismo y otras más.

## Empleo

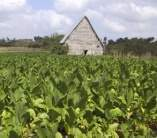
Plantación de tabaco en Tamarindo

El poblado lo determina una población de algo más de 6000 habitantes y una infraestructura de servicios y fuentes de empleo que tiene relevancia en la zona, es su ubicación geográfica la que le ha dado un mayor protagonismo en el área y lo que hizo posible que surgiera como pueblo.
Las principales fuentes de empleo se encuentran en la Empresa Tabacuba, la mayor de la provincia, que se ubica en la localidad, así como un Taller de Confecciones que da empleo a más de 200 mujeres, un Policlínico Integral, una Sala de Fisoterapia, una Empresa Agropecuaria, una Zona Comercial, un Combinado de Servicio, una Clínica Estomatológica, un Cine, un Joven Club de Computación y Electrónica, entre otros.

## Instituciones educacionales

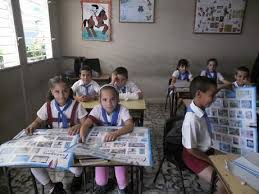
Grupo de alumnos en la Escuela Primaria José Martí

La localidad cuenta con una Escuela Primaria , una Secundaria Básica, un Preuniversitario Urbano, un Politécnico y una Escuela Especial, además de una Facultad Obrero Campesina.